# Prionus flohri
Prionus flohri är en skalbaggsart som beskrevs av Bates 1884. Prionus flohri ingår i släktet Prionus och familjen långhorningar. Inga underarter finns listade i Catalogue of Life.